# برايان هربرت
برايان هربرت (بالإنجليزية: Brian Herbert)‏ (29 يونيو 1947، سياتل في الولايات المتحدة)؛ كاتب وروائي أمريكي.

## روابط خارجية
- برايان هربرت على موقع IMDb (الإنجليزية)
- برايان هربرت على موقع ميوزك برينز (الإنجليزية)